# Warum (Juli-Lied)
Warum ist ein Lied der deutschen Band Juli. Es erschien im September 2004 auf ihrem ersten Album Es ist Juli und wurde im August 2005 als Single ausgekoppelt.

## Entstehung
Warum gehörte zu den ersten deutschsprachigen Stücken, die die Band schrieb, nachdem sie sich im Jahr 2001 für einen Neuanfang mit deutschen Texten entschieden hatte. Im Oktober 2002 entstand eine erste Demoaufnahme des Liedes mit Produzent Michael Gerlach im Horus Sound Studio von Frank Bornemann in Hannover. Nachdem die Band im August 2003 ihren Plattenvertrag mit Universal unterzeichnet hatte, nahm sie Warum zunächst testweise als einen von zwei Songs (neben Geile Zeit) mit den Produzenten Andreas Herbig und Franz Plasa in den Hamburger H.O.M.E.-Studios auf.  Die Singleversion des Titels wurde hingegen mit Produzent Olaf Opal im Mohrmann-Studio in Bochum aufgenommen, wo auch der überwiegende Teil der Albumaufnahmen erfolgt war.

## Veröffentlichung
Nach Perfekte Welle, Geile Zeit und Regen und Meer war Warum die vierte Singleauskopplung aus dem Album Es ist Juli. Die Single wurde als Standardversion mit vier Tracks sowie als 2-Track-Version veröffentlicht:
Standard-Version
1. Warum (Single Radio Mix) – 3:45
2. Warum (Album Version) – 3:46
3. Warum (J.U.L.I Remix) – 3:34
4. Sterne (De-Phazz Pounding Dub Version) – 4:21
5. Warum (Video) – 3:45

2-Track-Version
1. Warum (Single Radio Mix) – 3:45
2. Warum (Album Version) – 3:46

## Musikvideo
Das offizielle Musikvideo zu Warum besteht aus einem Zusammenschnitt von Aufnahmen diverser Liveauftritte und Szenen aus dem Tourneealltag von Juli während der Saison 2005. Unter anderem sieht man die Band auf der Bühne der MTV Campus Invasion am 18. Juni 2005 in Regensburg sowie bei Live 8 am 2. Juli 2005 in Berlin.

## Mitwirkende
| Liedproduktion - Eva Briegel: Gesang - Andreas „Dedi“ Herde: Bass - Jonas Pfetzing: Gitarre - Simon Triebel: Gitarre - Marcel Römer: Schlagzeug - Olaf Opal: Produktion (Singleversion), Abmischung - Andreas Herbig, Franz Plasa: Produktion (Albumversion) - Kai Blankenberg, Skyline Studio, Düsseldorf: Mastering - Oli Zülch: Engineering | Artwork - Juli: Foto - Thomas Hageleit: Foto Unternehmen - Universal Music Domestic Division: Musiklabel - Island Records: Musiklabel - EMI Music Publishing: Musikverlag - Miraphon Management: Künstlermanagement - Mohrmann-Studio, Bochum: Tonstudio (Singleversion) - H.O.M.E.-Studios, Hamburg: Tonstudio (Albumversion) |

## Charts und Chartplatzierungen
In den deutschen Singlecharts stieg der Titel am 29. August 2005 auf Platz 47 ein, was zugleich seine höchste Chartplatzierung darstellte, und hielt sich neun Wochen lang bis Ende Oktober 2005 in den Charts. In Österreich stieg das Lied am 4. September 2005 in die Charts ein und konnte sich dort ebenfalls neun Wochen bis November 2005 halten, wobei erst am 6. November mit Platz 52 die Höchstposition erreicht wurde. In der Schweiz erreichte das Lied keine Chartsnotierung.
| ChartsChartplatzierungen | Höchstplatzierung | Wochen |
| ------------------------ | ----------------- | ------ |
| Deutschland (GfK)        | 47 (9 Wo.)        | 9      |
| Österreich (Ö3)          | 52 (9 Wo.)        | 9      |